# Albanië op de Olympische Zomerspelen 2016
Albanië nam deel aan de Olympische Zomerspelen 2016 in Rio de Janeiro, Brazilië. Tot de selectie behoorden zes atleten, actief in drie sporten. Atlete Luiza Gega droeg de Albanese vlag tijdens de openings- en de sluitingsceremonie. Albanië won geen enkele medaille.

## Deelnemers en resultaten
(m) = mannen, (v) = vrouwen 

### Atletiek
Mannen
Technische nummers
| atleet        | onderdeel   | kwalificaties | kwalificaties | finale         | finale         |
| atleet        | onderdeel   | afstand       | rang          | afstand        | rang           |
| ------------- | ----------- | ------------- | ------------- | -------------- | -------------- |
| Izmir Smajlaj | verspringen | 7,72          | 21            | niet geplaatst | niet geplaatst |

Vrouwen
Loopnummers
| atleet     | onderdeel           | voorrondes | voorrondes | series  | series | halve finale | halve finale | finale         | finale         |
| atleet     | onderdeel           | tijd       | rang       | tijd    | rang   | tijd         | rang         | tijd           | rang           |
| ---------- | ------------------- | ---------- | ---------- | ------- | ------ | ------------ | ------------ | -------------- | -------------- |
| Luiza Gega | 3000 m steeplechase | n.v.t.     | n.v.t.     | 9.58,49 | 16     | n.v.t.       | n.v.t.       | niet geplaatst | niet geplaatst |

### Gewichtheffen
Mannen
| atleet       | onderdeel | trekken | trekken | stoten | stoten | totaal | rang |
| atleet       | onderdeel | score   | rang    | score  | rang   | totaal | rang |
| ------------ | --------- | ------- | ------- | ------ | ------ | ------ | ---- |
| Briken Calja | −69 kg    | 145     | 7       | 181    | 5      | 326    | 5    |

Vrouwen
| atleet         | onderdeel | trekken | trekken | stoten | stoten | totaal | rang |
| atleet         | onderdeel | score   | rang    | score  | rang   | totaal | rang |
| -------------- | --------- | ------- | ------- | ------ | ------ | ------ | ---- |
| Evagjelia Veli | −53 kg    | 75      | 9       | 90     | 9      | 165    | 8    |

### Zwemmen
Mannen
| atleet      | onderdeel       | series | series | halve finale   | halve finale   | finale         | finale         |
| atleet      | onderdeel       | tijd   | rang   | tijd           | rang           | tijd           | rang           |
| ----------- | --------------- | ------ | ------ | -------------- | -------------- | -------------- | -------------- |
| Sidni Hoxha | 50 m vrije slag | 22,80  | 41     | niet geplaatst | niet geplaatst | niet geplaatst | niet geplaatst |

Vrouwen
| atleet        | onderdeel        | series | series | halve finale   | halve finale   | finale         | finale         |
| atleet        | onderdeel        | tijd   | rang   | tijd           | rang           | tijd           | rang           |
| ------------- | ---------------- | ------ | ------ | -------------- | -------------- | -------------- | -------------- |
| Nikol Merizaj | 100 m vrije slag | 59,99  | 43     | niet geplaatst | niet geplaatst | niet geplaatst | niet geplaatst |